# Johannes Sturm (Mediziner)
Johannes Sturm (* 1570 in Lüneburg; † 14. November 1625 in Greifswald) war ein deutscher Mediziner und Logiker.

## Leben
Johannes Sturm studierte an den Universitäten Rostock (1589) und Helmstedt Philosophie und Medizin. In Helmstedt wurde er 1594 Magister. Im Jahr 1599 wurde er Professor der Logik an der Universität Greifswald. Gleichzeitig wandte er sich stärker der Medizin zu und wirkte, nach seiner Promotion in Medizin 1604, als anerkannter praktischer Arzt. 1608 wurde er vom Herzog Philipp Julius von Pommern als Archiater nach Wolgast berufen. Er war von 1608 bis 1617 Leibarzt des Herzogs und begleitete diesen auf dessen Reisen nach Dänemark, Kurland und Polen. Nach dem Tod von Christian Calenus übernahm er 1617 dessen Lehrstuhl für Medizin in Greifswald und dessen Wohnung im ehemaligen Dominikanerkloster.
Johannes Sturm unternahm 1624 die erste anatomische Sektion. Er verfasste eine Reihe von medizinischen Abhandlungen. Wegen einer schweren Erkrankung des Herzogs wurde er 1624 erneut nach Wolgast berufen. Philipp Julius, der sich den Anordnungen Sturms nicht fügte, verstarb im Februar des folgenden Jahres. Johannes Sturm starb im November des gleichen Jahres.

## Familie
Johannes Sturm heiratete 1604 in zweiter Ehe Agnetha Battus, Tochter des Levinus Battus.